# Moments in Love
Pistes de Who's Afraid of the Art of Noise?
Who's Afraid (of the Art of Noise?) Momento
Moments in Love est une pièce instrumentale du groupe britannique Art of Noise. Le titre est instrumental à l’exception du titre Moments in Love, chanté par Camilla Pilkington. 
Membre et cofondatrice du groupe, la compositrice oscarisée Anne Dudley est l'une des auteurs du morceau. 
Art of Noise a lui-même produit un remix de cette chanson, intitulé Love, dans son album Daft.

## Reprises
En 1995, LL Cool J a samplé Moments in Love pour sa chanson Doin' it Again, un remix de Doin It.